# Heken

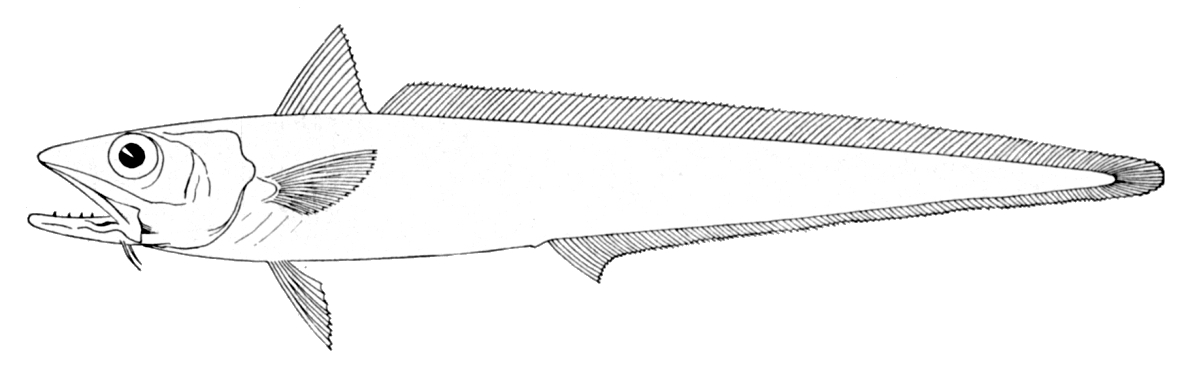
Macruronus novaezelandiae

De heken (Merlucciidae) zijn een familie in de orde van de kabeljauwachtigen (Gadiformes).
Ze zijn inheems in de Atlantische en Stille Oceaan, en algemeen voorkomend in de zuidelijke wateren van Tasmanië en Nieuw-Zeeland.
Het zijn grote roofzuchtige vissen, wonend in de wateren van het continentaal plat en de hogere continentale helling, waar zij zich voeden met kleine vissen zoals lantaarnvissen. Verschillende soorten zijn belangrijke commerciële vissen, in het bijzonder Macruronus novaezelandiae, die tot 130 cm lang wordt en bevist wordt in subantarctische wateren van de zuidwestelijke Stille Oceaan.

## Lijst van onderfamilies en geslachten
- Onderfamilie Merlucciinae
  - Lyconodes Gilchrist, 1922
  - Lyconus Günther, 1887
  - Macruronus Günther, 1873
  - Merluccius Rafinesque, 1810
- Onderfamilie Steindachneriinae
  - Steindachneria Goode & T. H. Bean, 1888